# Rolf Lieberwirth

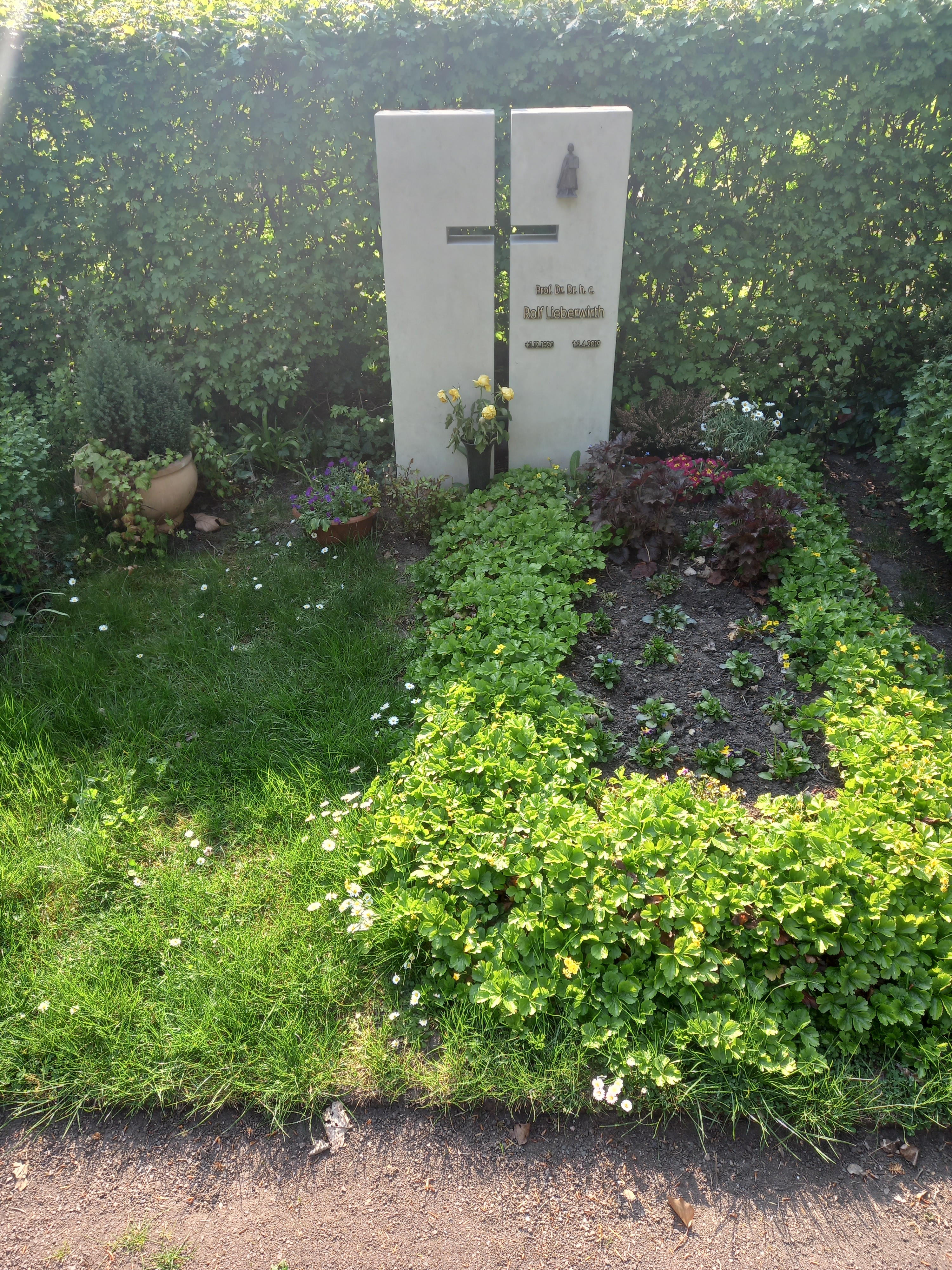
Das Grab von Rolf Lieberwirth auf dem Gertraudenfriedhof in Halle an der Saale

Rolf Lieberwirth (* 1. Dezember 1920 in Halle an der Saale; † 5. April 2019 ebenda) war ein deutscher Rechtswissenschaftler. Er war Professor für Rechtsgeschichte und Internationales Privatrecht an der Universität Halle-Wittenberg.

## Leben
Nach dem Abitur 1939 und Arbeitsdienst wurde Lieberwirth eingezogen, im Laufe des Krieges zum Offizier befördert und beendete seinen Militärdienst, verwundet als Oberleutnant, in einem hallischen Lazarett in amerikanischer und später sowjetischer Kriegsgefangenschaft.
Ab dem Sommer 1945 studierte Lieberwirth Rechtswissenschaft an der Juristischen Fakultät der Martin-Luther-Universität Halle-Wittenberg. Einer seiner Kommilitonen war Friedrich Elchlepp, ein ehemaliger Marineoffizier der Wehrmacht und Sohn des Hallenser Universitätskurators. Lieberwirth legte beide juristischen Staatsexamina ab. Anschließend war er Assistent bei der hallischen Rechtshistorikerin Gertrud Schubart-Fikentscher, Professorin für Deutsches Recht und Rechtsgeschichte, der ersten Frau auf einem juristischen Ordinariat in Deutschland. Lieberwirth wurde am 28. Mai 1953 mit einer Dissertation über die Pfandrechte zur Zeit der Aufklärung promoviert. Neben der Rechtshistorikerin Schubart-Fikentscher war der Rechtswissenschaftler Rudolf Joerges Gutachter der Promotionsschrift. Aus Anlass der 50. Wiederkehr der Promotion wurde Lieberwirth am Jubiläumstag im Jahre 2003 eine "Urkunde der Verleihung des akademischen Grades eines Doktors der Rechtswissenschaft" von der  Juristischen der Fakultät der Universität Halle überreicht, verbunden mit einer Laudatio. 
Bis zum Abschluss der dritten Hochschulreform 1968 in der DDR war Lieberwirth Direktor des dann aufgelösten Instituts für Staats- und Rechtsgeschichte. Aus der Beschäftigung mit dem Lebenswerk von Christian Thomasius, dem geistigen Begründer der Universität Halle, ging bereits 1961 die Habilitationsschrift zur Geschichte der Folter hervor. Gutachter waren Gertrud Schubart-Fikentscher sowie Gerhard Buchda und Leo Stern. Im Jahre 1969 wurde Lieberwirth Professor im Wissenschaftsbereich Rechtsgeschichte und Internationales Privatrecht an der neu geschaffenen "Sektion Staats- und Rechtswissenschaft" der Universität Halle. Vorher hatte er bereits als Professor an der damaligen Juristischen Fakultät der Martin-Luther-Universität Halle-Wittenberg einen Lehrauftrag für Rechtsgeschichte sowie Internationales Privatrecht und Römisches Recht gelehrt. Er galt als einer der gefragtesten Thomasius-Kenner. Weiterhin erforschte er seit Ende der 1970er Jahre auch die Wittenberger Universitätsgeschichte, die Entstehung des Sachsenspiegels sowie die Ausbreitung des sächsisch-magdeburgischen Rechts in Osteuropa.  
Lieberwirth war Mitglied der LDPD wie seinerzeit der erste Ministerpräsident des Landes Sachsen-Anhalt und einzige nichtkommunistische Regierungschef in der Sowjetischen Besatzungszone Deutschlands, Professor Erhard Hübener. Lieberwirth war einer der wenigen Rechtswissenschaftler der DDR, die sich nicht ideologisch vereinnahmen ließen und durch ihre Mitgliedschaft in einer Blockpartei und in erster Linie durch ihr fachliches Können – ebenso wie der Hallenser Völkerrechtler Gerhard Reintanz, mit dem er gemeinsam Mitglied der Gesellschaft für Völkerrecht in der DDR war – hohe Anerkennung bei ihren Studenten genossen. Lieberwirth war Anfang der 1970er Jahre als Direktor für Erziehung und Ausbildung zugleich Vorsitzender der Prüfungskommission unter dem Sektionsdirektor Rudolf Hieblinger (1924–2009) und zuvor unter dem Dekan Willi Büchner-Uhder Prodekan. Seine Person und seine Werke fanden auch in der damaligen Bundesrepublik und im europäischen Ausland große Beachtung und Akzeptanz. So gehörte Lieberwirth von Anfang an zum Autorenteam des rechtshistorischen Standardwerks Handwörterbuch zur deutschen Rechtsgeschichte, für dessen erste Auflage er über dreißig Stichwörter bearbeitete. Lieberwirth wurde im Jahre 1986 emeritiert.
Als Lieberwirths Nachfolgerin wurde seine Schülerin Lieselotte Jelowik eingesetzt, die in dem von ihm geleiteten Wissenschaftsbereich als Dozentin für Rechtsgeschichte der DDR tätig war, jedoch auch das Wissen zu den anderen Gebieten und Zeiträumen hatte.
Einer breiten Öffentlichkeit wurde Lieberwirth 1986 in der DDR durch sein Handbuch Latein im Recht bekannt, das unter dem Titel Lateinische Fachausdrücke im Recht im selben Jahr auch in Heidelberg erschien. Anfang der 1980er Jahre gab es in der DDR-Presse Artikel über seine rechtsgeschichtliche Beurteilung der Rolandbilder und der originalgetreuen Hütte eines Klage- und Rügegerichts in der Wüstung Volkmannrode.
Nachdem die rechts- und staatswissenschaftliche Sektion der Universität Halle im Jahre 1991 abgewickelt worden war, leistete Lieberwirth in der Gründungskommission u. a. mit dem „politisch unbelasteten Oberassistenten“ aus dem Bereich Staatsrecht Heinrich Schwokowski der bisherigen Sektion beim Aufbau der am 1. Juli 1993 offiziell wiedereröffneten Juristischen Fakultät wertvolle Hilfe. Der im Ruhestand befindliche Professor kehrte nochmals in den Hörsaal in Halle (Saale) zurück, um Vorlesungen zur Rechtsgeschichte zu halten und damit die schwierige Personalsituation Anfang der 1990er Jahre zu überbrücken. Darüber hinaus hielt Lieberwirth an der Friedrich-Schiller-Universität Jena zwei Semester lang Vorlesungen.
Lieberwirth war seit dem 18. Dezember 1972 ordentliches Mitglied der Sächsischen Akademie der Wissenschaften zu Leipzig, Philologisch-historische Klasse, und seit 1973 Mitglied der ihr angeschlossenen Historischen Kommission. Von 1991 bis 1994 war er Vizepräsident der Sächsischen Akademie. Er sorgte maßgeblich dafür, dass 1994 eine Arbeitsstelle der Monumenta Germaniae Historica (MGH) zur Edition der Sachsenspiegelglossen bei der Akademie eingerichtet wurde. Seitdem war er Mitglied der Zentraldirektion der MGH. Er war Mitglied der Vereinigung für Verfassungsgeschichte. 
In seinen Erinnerungen widmete er sich unter anderem dem Wirken des Rechtswissenschaftlers auf dem Gebiet des Strafrechts und seiner Geschichte Arthur Wegner an der Juristischen Fakultät der Martin-Luther-Universität Halle-Wittenberg von 1934 bis 1937 und von 1963 bis 1965.

## Persönliches
Am 24. Juli 2008 beging er mit seiner Ehefrau Charlotte Lieberwirth, geborene Kuntze, die Diamantene Hochzeit. Die Stadt Halle (Saale) konnte dem Ehepaar zehn Jahre darauf auch zur Gnadenhochzeit beglückwünschen. Aus der 1948 geschlossene Ehe ging eine Tochter, Franziska, hervor, die 1979 auf naturwissenschaftlichem Gebiet promovierte.
Die Oberbürgermeisterin der Stadt Halle, Dagmar Szabados, gratulierte Rolf Lieberwirth für seine Verdienste um die Förderung der Rechtswissenschaften an der Martin-Luther-Universität Halle-Wittenberg (MLU) anlässlich seiner Auszeichnung mit dem Verdienstkreuz der Bundesrepublik 1. Klasse im Herbst 2010.
Lieberwirth starb im 99. Lebensjahr und wurde am 12. April 2019 auf dem Gertraudenfriedhof in Halle (Saale) beigesetzt. Die Familie Lieberwirth wählte für die Traueranzeige den Spruch aus der Luther-Bibel: Nun aber bleiben Glaube, Hoffnung, Liebe, diese drei; aber die Liebe ist die größte unter ihnen.
Im Statistisches Jahrbuch der Stadt Halle (Saale) 2019 wurde unter das Jahr im Überblick aufgenommen, dass der emeritierte „Professor für Staats- und Rechtsgeschichte sowie Experte für Christian Thomasius und die hallesche Frühaufklärung ... im Alter von 98 Jahren gestorben (ist)“.

## Ehrungen und Auszeichnungen
- 1976: Vaterländischer Verdienstorden in Silber[25]
- 1988: Eike-von-Repgow-Bronzeplastik der Landeshauptstadt Magdeburg.
- 1991: Vizepräsident der Sächsischen Akademie der Wissenschaften.[26]
- 1995: Ehrendoktorwürde der juristischen Fakultät der Georg-August-Universität Göttingen für Lieberwirths Lebenswerk „und seine Bemühungen um die Neugestaltung der juristischen Fakultäten in Halle und Rostock“.[27]
- 1998: Rechte des Repgow-Preisträgers der Landeshauptstadt Magdeburg.[28]
- 2003: Am 28. Mai 2003 ehrte ihn die Juristische Fakultät der Martin-Luther-Universität Halle-Wittenberg anlässlich seines Goldenen Doktorjubiläums mit einer Jubiläumsurkunde und einer Laudatio durch seinen Schüler Heiner Lück. Es wurden ihm insgesamt drei Festschriften und ein Sammelband mit seinen Aufsätzen gewidmet.
- 2010: Bundesverdienstkreuz 1. Klasse des Verdienstordens der Bundesrepublik Deutschland.

## Schriften
Monographien
- Christian Thomasius. Sein wissenschaftliches Lebenswerk. Eine Bibliographie. Weimar 1955.
- Eike von Repchow und der Sachsenspiegel [vorgetragen in der öffentlichen Sitzung vom 18. April 1980] (= Sitzungsberichte der Sächsischen Akademie der Wissenschaften zu Leipzig, Philologisch-Historische Klasse. Band 122, Heft 4). Berlin 1982.
- Das sächsisch-magdeburgische Recht als Quelle osteuropäischer Rechtsordnungen. Berlin 1986, ISBN 3-05-000068-6.
- Das Privileg des Erzbischofs Wichmann und das Magdeburger Recht (= Sitzungsberichte der Sächsischen Akademie der Wissenschaften zu Leipzig, Philologisch-Historische Klasse. Band 130, Heft 3). Berlin 1990, ISBN 3-05-001042-8.
- Über die Glosse zum Sachsenspiegel (= Sitzungsberichte der Sächsischen Akademie der Wissenschaften zu Leipzig, Philologisch-Historische Klasse. Band 132, Heft 6). Berlin 1993, ISBN 3-05-002421-6.
- Latein im Recht. 5. durchgesehene Auflage, Huss, Berlin 2007, ISBN 978-3-349-01113-5.
- Geschichte der Juristischen Fakultät der Universität Halle-Wittenberg nach 1945. Fakten und Erinnerungen. Heymann, Köln u. a. 2008, ISBN 3-452-26840-3.

Aufsätze (Auswahl)
- Rudolf Joerges, der Gründer des Instituts für Arbeitsrecht an der Martin-Luther-Universität Halle-Wittenberg.[29]
- Berliner Rechtswissenschaft zwischen Akademie- und Universitätsgründung (1700–1810). In: Neue Justiz, Heft 7/1987, S. 272 ff.

Herausgeberschaften
- Christian Thomasius: Über die Folter. Untersuchungen zur Geschichte der Folter. Übersetzt und herausgegeben von Rolf Lieberwirth. Weimar 1960.
- Christian Thomasius: Vom Laster der Zauberei. Über die Hexenprozesse. De Crimen Magiae. Processus Inquisitorii contra Sagas. Überarbeitet und herausgegeben von Rolf Lieberwirth. 2. Auflage, München 1987 (Unveränderter Nachdruck der Ausgabe im Verlag Hermann Böhlaus Nachfolger, Weimar 1967), ISBN 3-423-02170-5.
- mit Heiner Lück: Rechtshistorische Schriften. Böhlau, Weimar u. a. 1997, ISBN 3-412-02496-1.